# Jaime de Marichalar
Don Jaime de Marichalar y Sáenz de Tejada (* 7. April 1963 in Pamplona, Navarra) ist ein spanischer Adliger. Er war von 1995 bis 2010 der Ehemann von Elena von Spanien, der ältesten Tochter des ehemaligen spanischen Königs Juan Carlos I. und Schwester des jetzigen spanischen Königs Felipe VI.

## Leben
Jaime de Marichalar y Sáenz de Tejada ist das vierte von sechs Kindern des Grafen von Ripalda, Amalio de Marichalar y Bruguera und seiner Frau, Concepción Sáenz de Tejada y Fernández de Bobadilla.
Seine Schulausbildung erhielt Jaime an den Jesuitenschulen in Burgos und in San Estanislao de Kostka in Madrid sowie an der Yago-Schule in Dublin (Irland). Nach seinem Schulabschluss studierte er Wirtschaftswissenschaften und spezialisierte sich auf Marketing und Unternehmensführung. 1986 sammelte er praktische Erfahrungen in zahlreichen Finanzunternehmen in Paris, wo er auch bis 1998 lebte. Nach einigen Jahren Arbeit im internationalen Finanzsektor wurde Don Jaime im Jahre 1998 Leiter und Direktor der Credit Suisse in Madrid und außerdem Präsident der Winterthur Stiftung, welche zahlreiche Kulturaktivitäten fördert. Seit 1998 lebt er in Madrid.
Im Dezember 2001 erlitt Don Jaime einen Schlaganfall. 2002 erlitt er einen Schwächeanfall in einem Flugzeug. Nach längeren Rehabilitationsmaßnahmen gilt er als genesen.

## Ehe und Kinder
Am 18. März 1995 heiratete Don Jaime de Marichalar Prinzessin Elena von Spanien in der Kathedrale von Sevilla. Seit seiner Hochzeit trägt Don Jaime den Titel Herzog von Lugo. Das Paar hat zwei Kinder und im Juli 2003 erlitt Prinzessin Elena eine Fehlgeburt: 
- Felipe Juan Froilán de Todos los Santos de Marichalar y de Borbón (* 17. Juli 1998 in Madrid);
- Victoria Federica de Marichalar y de Borbón (* 9. September 2000 in Madrid).

Am 13. November 2007 wurde die Trennung des Ehepaares durch spanische Zeitungen bekannt gegeben. Die Scheidung erfolgte am 21. Januar 2010.

## Auszeichnungen
- 1997: Großes Goldenes Ehrenzeichen am Bande für Verdienste um die Republik Österreich[5]